# Кристин Окран
Кристин Окран (на френски: Christine Ockrent) е белгийска журналистка, работила през по-голямата част от живота си във Франция.

## Биография
Родена е на 24 април 1944 година в община Брюксел в семейството на дипломат. През 1965 година завършва Парижкия институт за политически изследвания.
След това работи известно време в американската телевизия Си Би Ес. През 1981 година става втората жена, водеща основните новини във френска телевизия. През следващите години води политически и публицистични предавания в разни френски телевизии. Известно време ръководи списание „Експрес“.
От 1980-те години Окран живее с общественика и политик Бернар Кушнер, от когото има син.
1. ↑  www.planet.fr //   Посетен на 5 януари 2021 г.